# 社交ダンス用語一覧
社交ダンス用語一覧（しゃこうダンスようごいちらん）は、社交ダンスや競技ダンスなどのペアダンスに関するテクニックや用語の一覧である。

## ア行

### アウトサイド・エッジ
足(フット)の外側のサイドのみがフロワーに接地するフットワークのこと

### アクロス
体重を支えている足を横切ってステップすること

### アマルガメーション
2つ以上のフィガーを組み合わせたステップ

### アメリカンスムース
アメリカンスタイルのダンスのカテゴリーの一つ。ワルツ、タンゴ、フォックストロット、ヴェニーズワルツなどが含まれる。

### アライメント Alignment
フロワーに対する足の位置のこと。

### アンダー・ターン Under Turn
正規の回転量より少なく回転すること ⇔オーバー・ターン

### インサイドエッジ Inside Edge, IE
足(フット)の内側のサイドのみがフロワーに接地するフットワークのこと

### ウィンドミルWindmill
ジャイブやジルバで風車のような動きをするフィギア

### エルオーディー Line Of Dance, LOD

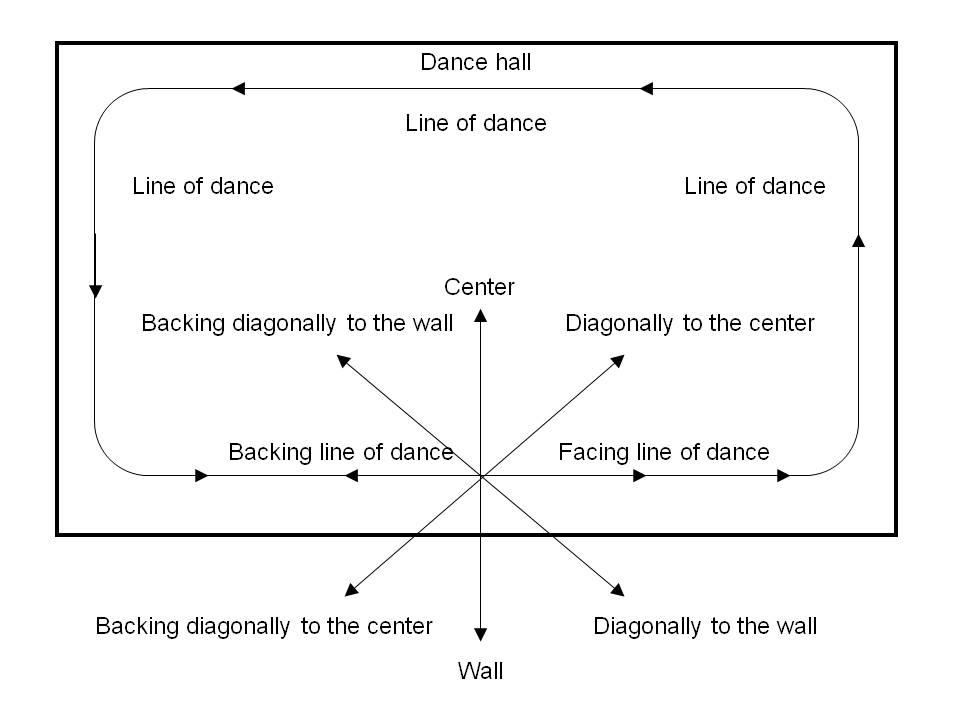
LOD

反時計回りの方向をもつフロワーの端に平行な通り道。衝突を防ぐため、移動を伴うダンスでは踊り手はLODに沿って進行していくことになっている。

### オープンシャッセ
チャチャチャやジャイブなどで使う。足を完全に揃えず行うシャッセのこと。

### オープンポジション
ラテン種目で男女が向かい合い、男性が左手で女性の右手をつないでいるポジション ⇔ クローズドポジション

## カ行

### カウント
音楽のリズム、テンポに合わせて拍子を取ること

### クローズドフィニッシュ
タンゴで使われる。フィガーの終わりで両足を閉じて終わること。

### コントラリー・ボディー・ムーブメント Contrary Body Movement(CBM)
前進または後退の時、ステップする足と反対側の上体を前方または後方へ回転させる動作のこと。

### コントラリー・ボディー・ムーブメント・ポジション Contrary Body Movement Position(CBMP)
ムービングフットがサポーティングフット方向に対して前方または後方へ横切って出された足（フット）の位置。
ボディラインを保って踏み出されなければならない。

## サ行

### サイドリード side lead
ムービングフットと同じサイドのボディが先行すること。CBMの後続で行われることが多い。

### サポーティングフット supporting foot
体重を支えている、支え足のこと

### シャッセ
3歩で構成されるステップのことで、開く・閉じる・開く。

### シェイプ Shape
体の各部分が垂直方向から角度をつけること

### スウェイ Sway
体を垂直方向から傾けること

### スピン
回転のこと。

### ゼネラルダンスタイム
競技会の途中で観戦者がダンスを踊れるように設けられた時間のこと。競技時間の調整や競技会選手たちが次の競技のウォーミングアップでに練習することもある。

## タ行

### タップ
爪先で軽く床をたたくこと。また、体重を支えている足のそばへ他方の足のボール ・ルーム・インサイド・エッジで、体重を移さずに置くこと。

### タンゴ
本来タンゴは、アルゼンチンが発祥の地であるため種目的にはラテン種目のはずである。しかしスタンダードとラテンの分類は音楽ではなく踊り方で分けていた。そのため競技ダンスではスタンダードの種目になっている。アルゼンチンの酒場で生まれた「アルゼンチン・タンゴ」が音楽と一緒にフランスへ渡り,洗練され現在のヨーロッパ風の「コンチネンタル・タンゴ」に生まれ変わり広く親しまれた。

### チェックバック
チェックして、他方の足にウエイトを戻す事。

### テンポ
音楽の速度のこと

## ナ行

### ノー・フット・ライズ (No Foot Rise, NFR)
次の足（フット）に体重が移るまで、支え足（フット）のヒールをフロワーに接地させたままライズすること。
ボディライズとレッグライズから成る。

## ハ行

### ビートバリュー
各ステップの音の長さのこと。

### ヒールターン heel turn
回転を行う際、サポーティングフットのトウからヒールに体重が移り、ムービングフットをサポーティングフットに揃え、クローズした足(ムービングフットであった足)に体重が移動する動作。回転の内側になるパートを踊る場合に行われる動作の一つ。

### ヒールプル
プル・ステップとも呼ばれ、両足を少し開いたヒール・ターンのこと。

### ピボッティングアクション
前進した足でピボットと同様な回転をするが、他方の足をCBMPに保たないで、ワルツのナチュラル・スピーン・ターンの女性の第四歩で用いられる。

### ピボット
片方の足で前進または後退し、他方の足を後方または前方にCBMPに保ちながら、片方の足だけで回転することをいう。

### ヒンジ
男性がオーバースウェイを踊るあいだに、女性がレフト・ホイスクを踊るフィガーをヒンジ（ライン）という。

### ファン・ポジション
ルンバとチャチャチャで用いられるポジション

### フィガー
2歩以上のステップを連続させ一定の形となったもの。

### フォロー
リードに従って踊ること

### フットワーク
フロアーに接するときのフット(足首から下)の振る舞い。フットがフロアーに接地する部分で表現し、ボール(ball),ヒール(heel), フラット(flat), トウ(toe), インサイドエッジ(inside edge)、アウトサイドエッジ(outside edge)等がある。

### ブラッシュ
ムービングフットがサポーティングフットに軽く触れて次にステップすること

### プロムナード・リンク
男性の右サイドと女性の左サイドがコンタクトし、反対側が開いているポジション

### フレーズPhrase
音楽の階層的なまとまりを示す単位。4小節あるいは8小節で構成されることが多い。

### ヘジテーション
フィガーの一部が停止され体重が1ビート以上片足に保たれること。ためらう、躊躇するの意

### ポイズ Poise
サポーティーングフット（支え足）の上でのボディの各パーツの釣り合い。
釣り合いの取れた体勢のこと。

### ポイント
体重をかけずにつま先だけを床につけること

### ポスチャー Posture
体の各部分(頭、ボディ、ヒップ等)の中心を垂直方向に配列することにより構成される姿勢

### ボディーコンタクト
男女の軽い接触のこと

### ホールド
社交ダンスにおける男女の組み方のこと

## ヤ行

### 予備歩
男性の最初のステップが右足から始まる場合、最初に左足から前進をはじめ右足のステップに入っていくがそのときの最初の左足ステップを予備歩という。

## ラ行

### ライズ・アンド・フォール
足や脚およびボディを通して行われる上下運動のこと。ライズ・アンド・ロアーとも言う。

### ライン・オブ・ダンス
踊る時の方向のこと。フロアを時計と反対方向に踊り進む。略してエル・オー・ディー(LOD)と呼ぶ。

### リズム
音の流れの中で強弱を作った一定の規則正しい繰り返しのこと。リズムの取り方で「拍子」を感じることができる。

### リード
踊りの中で男性が女性を誘導すること。フィガーの順序、タイミング、ポジションなどを伝え女性を正しい位置へ動くように導く。

### リンク
プログレッシブ・リンク、プロムナード・リンクなどのフィガーがある。

### ルーティン
いくつかのフィガーを合理的に組み合わせ踊るステップの順序を決めたもの。

### ルンバ
キューバ生まれのダンスでゆっくりした音楽を使い男女の求愛を表現したダンス。ラテンダンスの基本ともいわれる。

### ロァー
ライズした高い位置から普通の低い位置に戻る動作のこと

### ロック
- Lock 両足を交差させること
- Rock 両足を開いたまま体重を左右の足に移し替える動作のこと。

## ワ行

### ワルツ
3拍子のゆったりとした曲に合わせて、流れるようになめらかに踊る華麗なダンス。ウィンナーワルツと区別してイングリッシュワルツやスローワルツと呼ばれることもある。